# Montabaur
Montabaur este un oraș din districtul Westerwald , landul Rheinland-Pfalz , Germania.
1. ↑   https://www.montabaur.de/montabaur/de/STADT%20&%20POLITIK/Politik/Stadtb%C3%BCrgermeisterin/, accesat în 16 martie 2025 Lipsește sau este vid: |title= (ajutor)
2. ↑  Alle politisch selbständigen Gemeinden mit ausgewählten Merkmalen am 31.12.2018 (4. Quartal) (în germană), Statistisches Bundesamt[*], arhivat din original la 10 martie 2019, accesat în 10 martie 2019